# 開豊鉄道
開豊鉄道（かいほうてつどう）は、満州国四平省開原県（現在の中華人民共和国遼寧省鉄嶺市開原市）の南満州鉄道連京線開原駅から同省西豊県（現在の同省鉄嶺市西豊県）の西豊駅までと、途中南関駅で分岐して東関駅までを結ぶ私鉄路線を運営していた鉄道事業者、およびその路線。
終戦時の混乱の中で一度自然消滅したが、その後中国国鉄の路線として復活し、現在も貨物線として使用されている。

## 概要
本線は開原駅からしばらく南満州鉄道連京線と併走した後、東向きに分岐し、北東方向に走って開原の旧市街・開原老城の南を沿うように通り、そのまま川沿いの谷間に広がる細長い平地を山を分けながら走って終点の西豊に到達していた。
支線については開原老城の南に設置された南関駅からの分岐であることは分かっているが、その線形や終点の位置については不明である。

### 路線データ
- 営業区間：開原 - 西豊・南関 - 東関
- 路線距離（営業キロ）：65.3km
- 軌間：1000mm
- 駅数：14駅（起終点駅含む）
- 複線区間：なし（全線単線）
- 電化区間：なし（重油・ガソリン動力併用）

路線距離については起点から1駅目までの区間、開原-石家台間の営業距離が分かっていないため、それを抜いた数字を示した。

## 歴史

### 前史
当線が計画されることになったきっかけは、1903年に東清鉄道南部線（のちの南満州鉄道連京線）が開原を通る際に、市街地から南西に10キロほど離れたところを通り、そこに開原駅を置いたことに始まる。
元々開原は東側に肥沃な穀倉地帯、西に舟運の拠点港を抱えており、この地域の物資が集散する商業都市であるとともに、明代には城壁が築かれ、清代には県庁が置かれたこの地方の中心都市であった。しかし開原駅が出来、その周囲に鉄道附属地が出来ると、交通の便の良さや税金の関係から多くの商家がそちらへ移住し、本来の開原市街地（開原老城）はその勢いを鉄道附属地に吸い取られかねない状態になってしまった。
これに危機感を抱いた開原や奉天の実業家が、開原から東へ山を越えて海龍へ至る「開海鉄路」の建設を計画し始める。だが、これとほぼ同時に鉄嶺の実業家が鉄嶺から海龍に至る鉄道を計画したため、並行関係となった両者は激しく衝突し紛糾することになった。この紛争は奉天省の仲介で、起点を奉天にする代わりに両者がそれぞれの計画を引っ込めて収めることになり、「開海鉄路」計画は実行されずに終わった。
その「開海鉄路」計画は、10年後の1913年になって中華民国政府の目に留まることになる。開原 - 海龍間を重要な路線と見なした政府は、交通部の手によって実際の経路を測量。その結果、隧道さえきちんと掘ることが出来れば、建設は難しくないとの判断が下り、計画が動き出すかに見えた。
しかしその年、中華民国政府は日本と「満蒙四鉄道覚書」を交わした。これは満州内の4本の鉄道の敷設権を日本のものとすることを認めさせるものであり、その1本に開原-海龍間が入れられてしまったのである。列強である日本の利権路線に組み入れられてしまっては地元としては手も足も出ず、再び計画は頓挫してしまった。
ところが日本側の計画は遅々として進まず、周辺地区の住民から陳情でせっつかれる状態になっても具体化することが出来なかった。このため1924年に洮昂鉄路の建設契約が日中で交わされた際、ついに日本側は奉天-海龍-朝陽鎮間（のちの瀋海鉄路）とともに、この開原-海龍間を中国側で敷設することを承認する。これにより、当線の計画はみたび復活し実行に移されることになったのである。

### 開通
1924年8月17日、開原の実業家である王恩栄・康季封らが発起人となり、さらに奉天軍閥の有力軍人・郭松齢の後援を得て、開原-海龍間の鉄道の建設計画が具体化した。
この計画ではまず第一期線として開原-西豊間を敷設することとし、そのために奉天軍閥の設立した銀行である東三省官銀号が発行する紙幣・奉天票により100万元を資本金として「開拓長途鉄軌汽車公司」という会社が鉄道附属地の外に当たる小孫家台に設立された。この時社長は郭松齢の弟・郭任生が任命されている。なお中国語で「汽車」とは「バス」や「自動車」のことであり、バス会社を設立して鉄道を建設しようとしたことになるが、これは当鉄道が「軌道上に自動車を走らせる路線」という名目で日本側に建設を認められたことによる。
会社は長春の日本商社やロシア商社を通してドイツから資材を調達、1925年8月から建設に取りかかった。この資材調達過程を巡って離反した発起人による妨害工作に遭ったり、ロシア商社が工事を放棄して一時工事が中止状態になったり、資金が足りなくなって金策に走り回ったり、増資を迫られたりと、さまざまな困難に見舞われたものの、同年11月9日には石家台 - 開原城（のちの南関）間が開業。その後じりじりと路線を延伸し、12月24日には開原城-趙家台間、12月27日には趙家台  -烕遠堡間、翌1926年2月8日には烕遠堡 - 神樹間、4月15日には神樹 - 大慶陽間、そして5月28日には大慶陽 - 西豊間が開通し、石家台 - 西豊間が全通したのである。
これにより西豊方面で作られた農作物を、石家台駅から鉄道附属地に持ち込んで鉄道に積み込むことが出来るようになった。またこれらの農作物を一旦開原老城内に貯蓄しておけるようになったため、満州の伝統的な農作物卸売業者である糧桟が増加するなど、開原老城にも一定の活性化作用をもたらした。

### 資本金をめぐる騒動
この第一期線開通の勢いに乗った会社は、開通と同時の1926年5月に資本金を増資して2100万元とした。この増資は引き続き奉天票で行われたものであった。
だが、ここに思いもよらない火の粉が降りかかって来た。当鉄道を支援していた郭松齢が、自分の属する奉天軍閥の長である張作霖に反旗を翻して戦火を交えた影響で、奉天票の相場が暴落してしまったのである。この他にも郭松齢の弟である社長・郭任生が突如失踪し、一時社内が混乱に見舞われるなど、この武力衝突は当社に深刻な影響を与えることになった。
これにあわてた会社は、新しく東三省官銀号が発行した現大洋票（中華民国初期に鋳造された銀貨を本位とする紙幣）で資本金を調達し直すこととし、1929年12月に資本金282万元を株式5万6400株をもって集めるに至った。
ところが弱り目にたたり目というべきか、1932年に満州国が樹立された際、当社の株式のうち6,946株が、「逆産」と呼ばれる反政府分子の所有するものと見なされ、1933年に逆産処理委員会によって強制的に奉天省公署預かりとされてしまったのである。さらにこの株券は翌1934年2月27日に正式に没収処分となり、政府の所有となった。
石家台 - 西豊間開通以降の当社は、鉄道の経営には直接関係しないとはいえ、しばらくの間このようにして金に振り回されることとなったのであった。

### 支線開通と開原駅乗り入れ
このような騒動の関係もあり、鉄道建設の方はすっかりお留守の状態が続いたが、1935年12月に開原城 - 東関間の支線を開通させている。
そして1938年8月9日には「開豊鉄道」と改称、資本金も180万4800満州国圓、株数5万6400株の株式会社として仕切り直し、既に鉄道附属地が廃止されているにもかかわらず、そのままになっている起点を1940年12月に開原まで延伸。ようやく開原-西豊間が全通することになった。
その後も周囲から路線をさらに東へ延伸して西安（現在の遼源）まで到達させるべしとする声もあったが、結局路線はこれ以上延びることなく終戦を迎えることになった。

### 戦後
当鉄道の終戦前後については、他の満州の私鉄と同じく詳細不明の状態である。ただし1945年8月9日にソビエト連邦軍が日本に対して宣戦布告し、満州に侵攻（ソ連対日参戦）、終戦が伝えられた翌日の8月18日に満州国皇帝・愛新覚羅溥儀が退位して満州国が崩壊しているので、少なくともこの頃までには運行を停止していたと考えられる。
戦後、当線は1946年に一旦設備が全て撤去され廃止状態となったが、1960年に遼寧省の手によって再び線路が敷かれ、さらに安民屯まで延長され名前も「開豊線」として営業を再開した。1970年からは中国国鉄の路線となったが、1994年に旅客営業を廃止、現在は貨物専用線となっている。
なお2009年12月に路盤強化工事が完成、さらに遼源 - 安民屯間の新線が開通し、皮肉にも戦前果たせなかった山越えの夢が叶うことになった。

### 年表
- 1924年8月17日 - 「開拓長途鉄軌汽車公司」設立。
- 1925年8月 - 建設工事着工。
- 1925年11月9日 - 石家台-開原城（のちの南関）間開業。
- 1925年12月24日 - 開原城-趙家台間開業。
- 1925年12月27日 - 趙家台-烕遠堡間開業。
- 1926年2月8日 - 烕遠堡-神樹間開業。
- 1926年4月15日 - 神樹-大慶陽間開業。
- 1926年5月28日 - 大慶陽-西豊間開業。同時に資本金を増資するも相場暴落により、資本金の再調達開始。
- 1929年12月 - 資本金再調達終了。
- 1933年 - 満州国政府により株式6,946株が逆産認定、奉天省公署預かりとなる。
- 1934年2月27日 - 預かり中の株式、没収処分となり政府の所有に帰す。
- 1935年12月 - 開原城-東関間の支線開業。
- 1938年8月9日 - 「開豊鉄道」と改称。
- 1940年12月 - 開原-石家台間開業。
- 1945年8月9日 - ソビエト連邦軍、満州に侵攻開始。
- 1945年8月18日 - 満州国皇帝・愛新覚羅溥儀退位し満州国崩壊。この頃までに運行停止か。
- 1946年 - 全設備撤去され廃止状態となる。
- 1960年 - 遼寧省によって再敷設、安民屯まで延長され「開豊線」として営業を再開。
- 1970年 - 中国国鉄の路線となる。
- 1994年 - 旅客営業廃止。
- 2009年12月 - 路盤強化工事完成、遼源-安民屯間の新線開通。

## 駅一覧
本線
開原駅 - 石家台駅 - 南関駅 - 趙家台駅 - 馬市堡駅 - 烕遠堡駅 - 龍潭駅 - 松樹村駅 - 神樹駅- 郜家店駅 - 甘溝子駅 - 大慶陽駅 - 西豊駅
支線
南関駅 - 東関駅

## 接続路線
- 開原駅：南満州鉄道連長線→連京線

## 列車
列車の編成については直接的な資料が残されておらず不明な点が多いが、外務省の報告書によれば当初は混合列車で、貨車3両および4両に客車1両の4-5両編成で運転されていた。三等級制であったが、一等車はなく二等車と三等車のみであった。
西豊まで延伸されてから二等は「甲等」、三等は「乙等」と呼ばれるようになったが、のちに再び数字に戻されている。それ以降は変則的な等級制度を取り、連結車輛が一等級のみの場合「一等」、二等級の場合は「一等・二等」と呼んでいた形跡が見られる。
支線開通後は等級の基準を本線と支線で別にし、本線では二等・三等、支線では二等のみを走らせていた。この場合、支線の二等は本線の二等とは同じ等級ではなく、本線の三等よりも運賃が安かった。

## ダイヤ・運賃
1925年11月の石家台 - 開原城間開業時のダイヤは1日6往復であった。運賃は三等が20銭、二等が30銭（いずれも奉天票）で、一等は名目のみで存在しなかった。
1926年5月の西豊延伸直後のダイヤでは、旅客列車は全線を通す列車が4往復、石家台 - 開原城間の区間列車が3往復、貨物列車は全線を通すものが4往復運転される予定とされていた。ただし予定であるため実際にどうであったかは不明である。運賃は石家台-西豊間が乙等が2元85銭・甲等が5元25銭であった。また貨物運賃は全線で4元90銭であった。これらの運賃は全て奉天票である。しかし既に相場の下落が始まっていたため、10日おきに運賃改正を行わなければならない状態であった。
1926年9月、水害による全線休止からの復旧後の報告書によるダイヤでは、全線を通す列車のみが判明しており、それによると2往復の運転で急行列車が設定されていた。運賃はこの頃には現大洋票に変更され、乙等が9角5分・甲等が1元7角5分、急行料金が乙等5角・甲等7角5分であった。
1935年10月には全線を通す列車が2往復、石家台 - 開原城間の区間列車が4往復設定されていた。石家台を基準とした始発は7時10分、終発は14時40分で、最終上り列車の到着は16時29分と、全体的に早じまいのダイヤであった。全線を通す列車は石家台発7時10分・12時40分、西豊発7時20分・12時50分と、上下列車が互いに両端の駅をほぼ同時に出るようになっていた。所要時間は石家台 - 開原城間が20分内外、石家台 - 西豊間が3時間40分ほどであった。運賃は不明である。
1940年8月には支線が開通しており、石家台 - 南関間の区間列車の一部がそちらへの列車となっている。本線は全線を通す列車が2往復、石家台 - 南関間の区間列車が4往復なのは同じであるが、石家台基準で始発が8時、終発が18時30分で、最終上り列車の到着が19時05分で以前よりも運行時間帯が延びている。全線を通す列車は石家台発8時・15時、西豊発8時・15時と、やはり同時に両端を発車するようになっている。支線は石家台発の始発が6時50分、終発が16時30分、東関発の始発が7時19分、終発が17時となっている。所要時間は石家台 - 南関間が17分、石家台 - 西豊間が3時間、石家台 - 東関間が25分であった。運賃は石家台 - 南関間が全線を通す列車の場合は三等2角・二等3角、区間列車・支線の列車の場合は二等1角、石家台 - 西豊間が三等1元6角・二等2元4角5分、石家台 - 東関間が二等1角5分であった。
1942年6月には開原駅に乗り入れているが、区間運転や支線の列車は従来のまま石家台発で運転されていた。本線は全線を通す列車が2往復、石家台 - 南関間の区間列車が3往復となり、石家台基準で始発が10時、終発が18時25分で、最終上り列車の到着が19時05分である。始発が遅いのは、朝の列車が支線に乗り入れているためである。全線を通す列車は開原発が8時10分・14時40分、西豊発が8時30分・15時であった。支線は石家台発の始発が6時50分、終発が16時30分、東関発の始発が7時20分、終発が17時となっている。所要時間は開原 - 南関間が37分、石家台 - 南関間が17分、開原 - 西豊間が3時間20分、石家台 - 東関間が25分であった。運賃は石家台 - 南関間が区間列車・支線の列車で二等片道1角5分・往復2角5分、開原 - 西豊間が三等2元4角5分・二等4元5分、石家台 - 東関間が二等片道2角5分・往復3角5分であった。

## 車両
当線の車両については不明の点が多いが、外務省の報告書に開業当時の購入契約書の写しが残されており参考となる。なお車号は不明である。
- Cタンク機関車（4両）
ドイツのオーレンシュタイン・ウント・コッペル製の蒸気機関車。コッペルの機関車の中で「140PS形」と呼ばれるもので、その名の通り140馬力という大きな牽引力を出せる大型機関車であり、車体重量も16トンあった。ただし当線では石炭ではなく重油を燃料として用いていた。契約書上では6両の機関車のうち4両がこの車両であるが、明確にコッペルの機関車であることが分かっているのは2両のみである。
- B機械式ガソリン機関車（2両）
アメリカのプリマス・ロコモティブ・ワークス製のガソリン機関車。機関は50馬力で、重量は7トン。ただしこれも契約書上に書かれているだけで、実際にどうであったかは不明である。

この他客車が6両、有蓋貨車が20両、無蓋貨車が40両購入されている。なお、1928年には内燃機関車が2両増備されていた。